# 波格丹·塔涅维奇
波格丹·塔涅维奇（羅馬化：Bogdan Tanjević，1947年2月13日—），黑山男子篮球运动员、教练。他曾带领土耳其参加2010年国际篮联世界锦标赛，获得银牌。他也是国际篮联名人堂成员。